# Chemistry Development Kit
Das Chemistry Development Kit (CDK) ist eine freie Open-Source-Software-Bibliothek für Bio- und Chemoinformatik.  Sie wurde erstmals am 11. Mai 2001 von Christoph Steinbeck, Egon Willighagen und Dan Gezelter vorgestellt. Das Projekt steht unter der Schirmherrschaft von Blue Obelisk.
Das CDK ist in Java geschrieben. Es bietet Funktionalitäten um eigene Chemie-Software zu schreiben. Damit können chemische Formeln eingegeben werden, molekulare Modellierung (2D und 3D) durchgeführt und quantitative Struktur-Wirkungs-Beziehungen dargestellt werden. Die Auszeichnungssprache Chemical Markup Language, MDL Molfile sowie die Simplified Molecular Input Line Entry Specification und International Chemical Identifiers werden unterstützt. Mit dem CDK können Algorithmen für chemische Graphentheorie geschrieben werden.
Die Bibliothek kann in Microsoft Excel (LICSS), die statistische Programmiersprache R, die Statistik-Software KNIME, Apache Taverna und Bioclipse eingebunden werden. Zudem verwendet die OCR-Lösung DECIMER, PaDEL zur Berechnung molekularer Deskriptoren und das Chromatographiedatensystem OpenChrom intern das CDK.